# Linars (Charente)
Pour les articles homonymes, voir Linars.
Linars est une commune du Sud-Ouest de la France, située dans le département de la Charente (région Nouvelle-Aquitaine).
Elle est située à l'ouest d'Angoulême et fait partie de son agglomération.
Ses habitants sont les Linarsais et les Linarsaises.

## Géographie

### Localisation et accès
Linars est une commune de l'agglomération d'Angoulême située à 6 km à l'ouest d'Angoulême.
Le bourg est aussi à 6 km à l'est d'Hiersac, chef-lieu de son canton.
À l'écart des grands axes routiers, Linars est desservi par la D 120 qui passe au bourg et la D 72 qui longe la Charente. La N 141, route d'Angoulême à Saintes et maillon occidental de la route Centre-Europe Atlantique, passe au nord de la commune.
Linars est desservie par les transports en commun d'Angoulême, lignes no 1, 21 et 23.

### Hameaux et lieux-dits
L'important hameau Chez Siret, sur la rive droite de la Nouère, accueille la mairie. La commune comporte d'autres hameaux : Libourdeau et Jarousson à l'ouest, Cheneuzac au sud près de la Charente, la Touche, les Boisdons et la Grange au sud-est, véritables quartiers agglomérés au bourg, la Grelière,  Moulède et "Chevanon" au nord. On peut citer encore les îles de Fleurac, connues pour le moulin de Fleurac.

### Communes limitrophes
| Saint-Saturnin |        |       |
| Trois-Palis    | Linars | Fléac |
|                | Nersac |       |

### Géologie et relief
Géologiquement la commune appartient aux calcaires du Bassin aquitain, comme les trois quarts ouest du département de la Charente, mais elle est à la limite du Jurassique qui occupe la moitié nord du département et le Crétacé au sud.
Les bords de la vallée de la Nouère et de la Charente appartiennent au Portlandien (Jurassique supérieur). Le Cénomanien (Crétacé supérieur) occupe les plateaux au-dessus d'une altitude de 55 m environ : le bourg et à l'ouest de chez Siret.
Les vallées (Charente et Nouère) sont occupées par des alluvions récentes du Quaternaire,.
Le territoire communal englobe la basse vallée de la Nouère, passant au milieu de deux plateaux légèrement inclinés vers le sud, d'une altitude moyenne de 70 m. Le point culminant de la commune est à une altitude de 82 m, situé à l'ouest de la commune, près de Bel-Air et en limite avec Trois-Palis (borne IGN). Le point le plus bas est à 25 m, situé au bord de la Charente au sud. Le bourg, à environ 60 m d'altitude, est construit sur un plateau allongé dominant la Charente au sud et la Nouère à l'ouest.

### Hydrographie

#### Réseau hydrographique

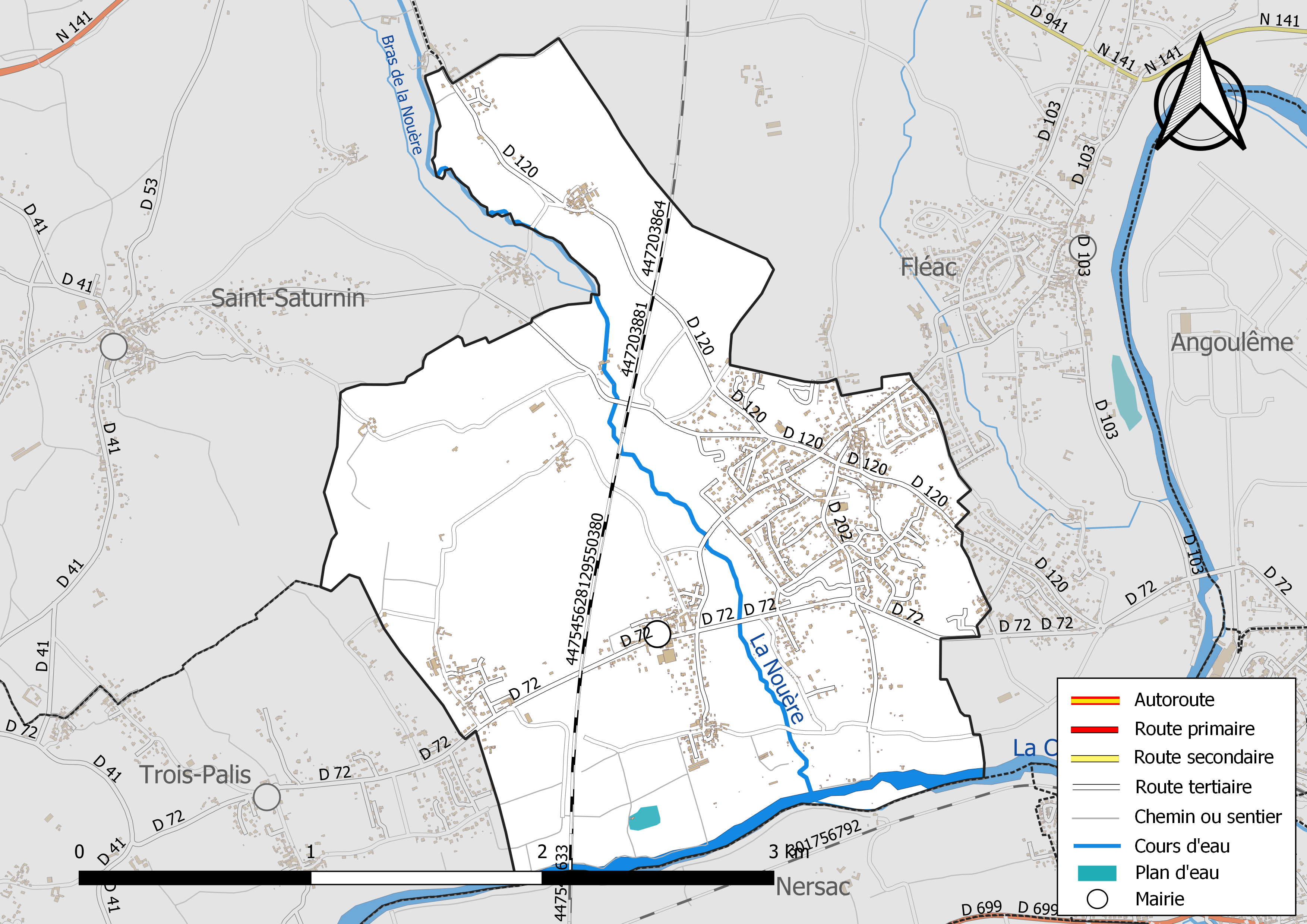
Réseaux hydrographique et routier de Linars.

La commune est située dans le bassin versant de la Charente au sein  du Bassin Adour-Garonne. Elle est drainée par la Charente, la Nouère et, qui constituent un réseau hydrographique de 5 km de longueur totale,.
La commune de Linars est située sur la rive droite de la Charente. La Nouère traverse la commune du nord au sud et se jette dans la Charente.

#### Gestion des eaux
Le territoire communal est couvert par le schéma d'aménagement et de gestion des eaux (SAGE) « Charente ». Ce document de planification, dont le territoire correspond au bassin de la Charente, d'une superficie de 9 300 km2, a été approuvé le 19 novembre 2019. La structure porteuse de l'élaboration et de la mise en œuvre est l'établissement public territorial de bassin Charente. Il définit sur son territoire les objectifs généraux d’utilisation, de mise en valeur et de protection quantitative et qualitative des ressources en eau superficielle et souterraine, en respect des objectifs de qualité définis dans le troisième SDAGE  du Bassin Adour-Garonne qui couvre la période 2022-2027, approuvé le 10 mars 2022.

### Climat
Le climat est océanique aquitain et semblable à celui de la ville de Cognac où est située la station météorologique départementale.
| Mois                              | jan. | fév.  | mars  | avril | mai   | juin  | jui.  | août  | sep.  | oct. | nov. | déc. | année   |
| --------------------------------- | ---- | ----- | ----- | ----- | ----- | ----- | ----- | ----- | ----- | ---- | ---- | ---- | ------- |
| Température minimale moyenne (°C) | 2    | 2,8   | 3,8   | 6,2   | 9,4   | 12,4  | 14,4  | 14    | 12,1  | 8,9  | 4,7  | 2,6  | 7,8     |
| Température moyenne (°C)          | 5,4  | 6,7   | 8,5   | 11,1  | 14,4  | 17,8  | 20,2  | 19,7  | 17,6  | 13,7 | 8,6  | 5,9  | 12,5    |
| Température maximale moyenne (°C) | 8,7  | 10,5  | 13,1  | 15,9  | 19,5  | 23,1  | 26,1  | 25,4  | 23,1  | 18,5 | 12,4 | 9,2  | 17,1    |
| Ensoleillement (h)                | 80   | 103,9 | 153,3 | 184,5 | 204,9 | 239,6 | 276,4 | 248,3 | 199,4 | 159  | 96,8 | 78,8 | 2 024,9 |
| Précipitations (mm)               | 80,4 | 67,3  | 65,9  | 68,3  | 71,6  | 46,6  | 45,1  | 50,2  | 59,2  | 68,6 | 79,8 | 80   | 783,6   |

## Urbanisme

### Typologie
Au 1er janvier 2024, Linars est catégorisée ceinture urbaine, selon la nouvelle grille communale de densité à 7 niveaux définie par l'Insee en 2022.
Elle appartient à l'unité urbaine d'Angoulême, une agglomération intra-départementale dont elle est une commune de la banlieue,. Par ailleurs la commune fait partie de l'aire d'attraction d'Angoulême, dont elle est une commune de la couronne,. Cette aire, qui regroupe 94 communes, est catégorisée dans les aires de 50 000 à moins de 200 000 habitants,.

### Occupation des sols
L'occupation des sols de la commune, telle qu'elle ressort de la base de données européenne d’occupation biophysique des sols Corine Land Cover (CLC), est marquée par l'importance des territoires agricoles (68,2 % en 2018), en diminution par rapport à 1990 (69,4 %). La répartition détaillée en 2018 est la suivante : 
zones agricoles hétérogènes (25,2 %), zones urbanisées (24,2 %), prairies (20,1 %), cultures permanentes (13,5 %), terres arables (9,5 %), forêts (7,6 %). L'évolution de l’occupation des sols de la commune et de ses infrastructures peut être observée sur les différentes représentations cartographiques du territoire : la carte de Cassini (XVIIIe siècle), la carte d'état-major (1820-1866) et les cartes ou photos aériennes de l'IGN pour la période actuelle (1950 à aujourd'hui).

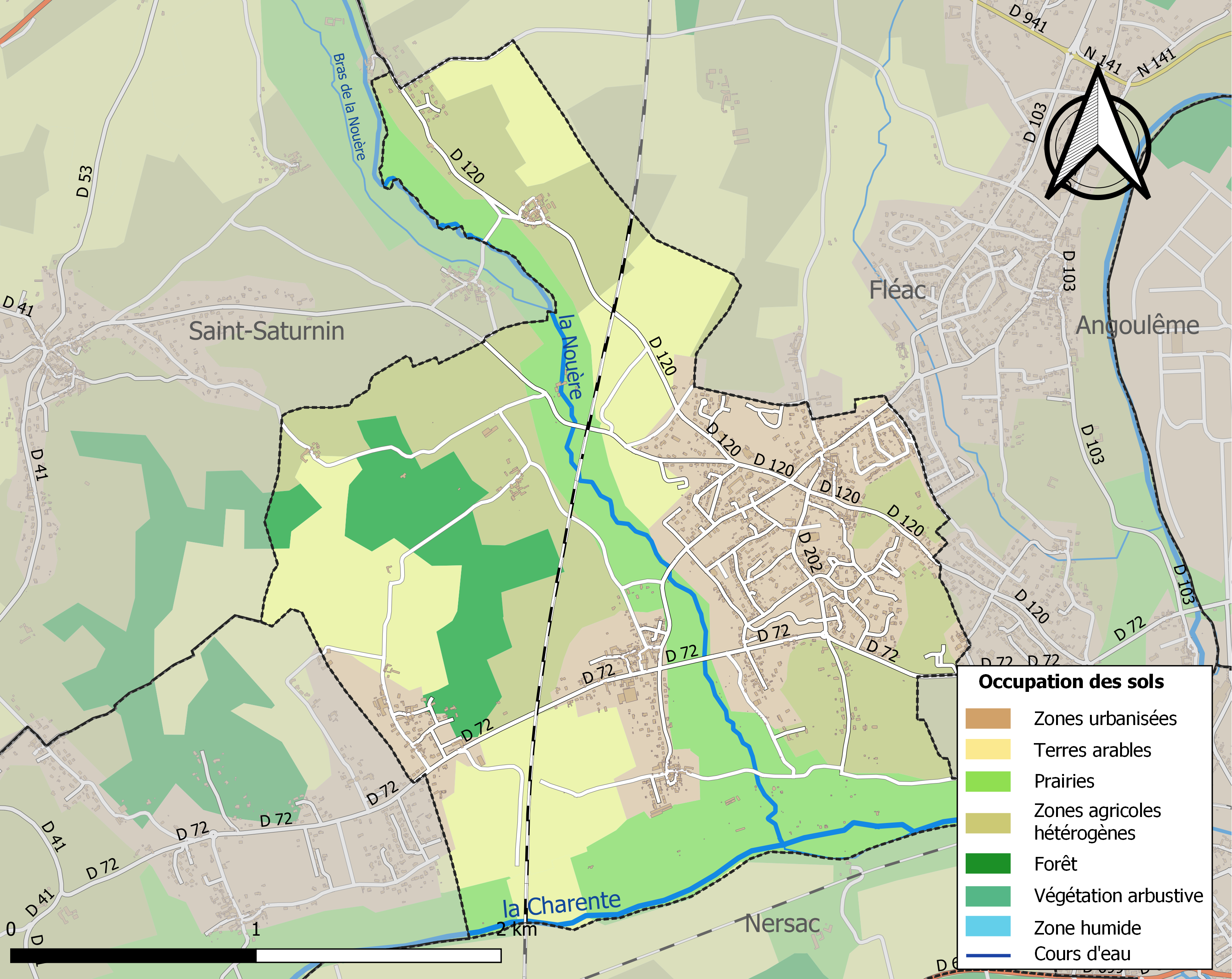
Carte des infrastructures et de l'occupation des sols de la commune en 2018 (CLC).

### Risques majeurs
Le territoire de la commune de Linars est vulnérable à différents aléas naturels : météorologiques (tempête, orage, neige, grand froid, canicule ou sécheresse), inondations, mouvements de terrains et séisme (sismicité modérée). Un site publié par le BRGM permet d'évaluer simplement et rapidement les risques d'un bien localisé soit par son adresse soit par le numéro de sa parcelle.
La commune fait partie du territoire à risques importants d'inondation (TRI) Saintes-Cognac-Angoulême, regroupant 46 communes concernées par un risque de débordement du fleuve Charente (34 en Charente et 12 en Charente-Maritime), un des 18 TRI qui ont été arrêtés fin 2012 sur le bassin Adour-Garonne. Les événements antérieurs à 2014 les plus significatifs sont les crues de l'hiver 1779, de 1842, de 1859, du 9 décembre 1882 du 19 février 1904, du 10 janvier 1961, de mars-avril 1962, du 24 décembre 1982 et du 8 janvier 1994. Des cartes des surfaces inondables ont été établies pour trois scénarios : fréquent (crue de temps de retour de 10 ans à 30 ans), moyen (temps de retour de 100 ans à 300 ans) et extrême (temps de retour de l'ordre de 1 000 ans, qui met en défaut tout système de protection). La commune a été reconnue en état de catastrophe naturelle au titre des dommages causés par les inondations et coulées de boue survenues en 1982, 1988, 1993, 1999 et 2021,.

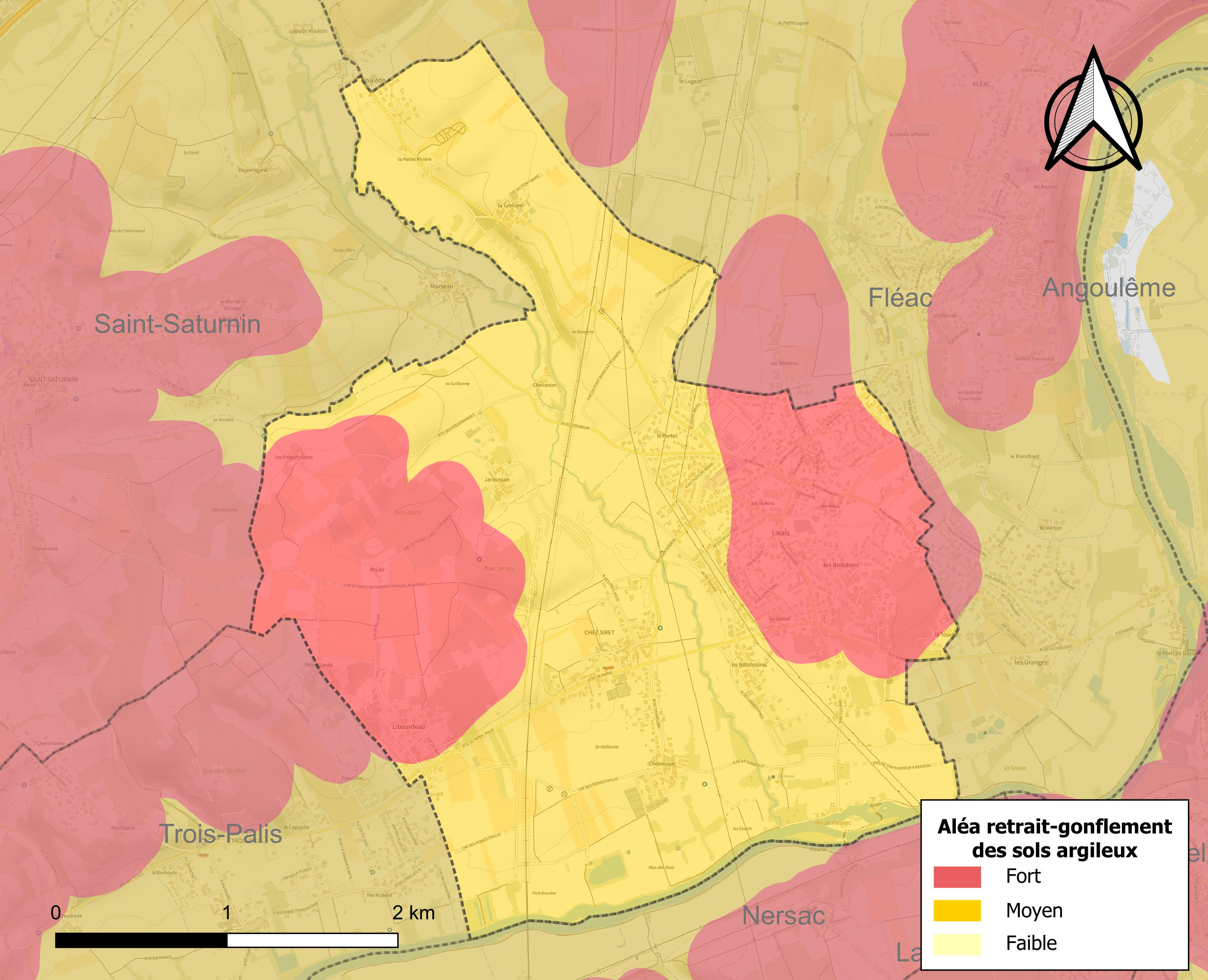
Carte des zones d'aléa retrait-gonflement des sols argileux de Linars.

Les mouvements de terrains susceptibles de se produire sur la commune sont des affaissements et effondrements liés aux cavités souterraines (hors mines). Par ailleurs, afin de mieux appréhender le risque d’affaissement de terrain, l'inventaire national des cavités souterraines permet de localiser celles situées sur la commune.
Le retrait-gonflement des sols argileux est susceptible d'engendrer des dommages importants aux bâtiments en cas d’alternance de périodes de sécheresse et de pluie. La totalité de la commune est en aléa moyen ou fort (67,4 % au niveau départemental et 48,5 % au niveau national). Sur les 977 bâtiments dénombrés sur la commune en 2019,  977 sont en aléa moyen ou fort, soit 100 %, à comparer aux 81 % au niveau départemental et 54 % au niveau national. Une cartographie de l'exposition du territoire national au retrait gonflement des sols argileux est disponible sur le site du BRGM,.
Par ailleurs, afin de mieux appréhender le risque d’affaissement de terrain, l'inventaire national des cavités souterraines permet de localiser celles situées sur la commune.
Concernant les mouvements de terrains, la commune a été reconnue en état de catastrophe naturelle au titre des dommages causés par la sécheresse en 1989, 1990, 1995, 2003, 2005, 2009, 2011 et 2017 et par des mouvements de terrain en 1999.

## Toponymie
Les formes anciennes sont Linars au XIe siècle et au XIVe siècle, Linaria, Linaribus en 1328.
L'origine du nom de Linars n'est pas certaine. Elle pourrait remonter à un nom de personne gallo-romain Linarius ou Liénart, ou à un nom commun linarias signifiant terres qui produisent du lin (comme Lignières à l'ouest du département),.

## Histoire

### Les origines de la commune
L'humidité de la vallée de la Nouère était favorable à la culture du chanvre. Celui-ci était cultivé en deux endroits, le Chenevaux de la Gamache en contrebas de la Grelière et la Chènevière des Grandes Nouères au niveau de Cheneuzac, comme l'indiquent les feuilles du cadastre de 1828.
Au XIXe siècle, il a été découvert aux Bétonnières au sud du bourg les vestiges d'une ancienne villa romaine. Des colonnes et des chapiteaux ainsi que des pièces d'or de l'époque gallo-romaine ont été mis au jour. On a aussi trouvé près de l'église en 1860 plusieurs sépultures. La tradition fait état d'un cimetière gallo-romain, d'autant plus que le chemin des Anglais reliant Limoges, Angoulême et Saintes passait près de l'église en direction d'Hiersac après avoir traversé la Charente à Basseau.

### Linars avant la Révolution
Les registres de l'état civil de la paroisse puis commune remontent à 1617.
À Chevanon, il y avait un prieuré dépendant de l'abbaye de Saint-Cybard.

### Temps modernes
Bien qu'appréciée de nos jours pour son calme cette petite ville à bien failli disparaître après la Révolution. En 1791, la commune de Linars étant de petite taille, les communes voisines de Fléac et de Saint-Saturnin souhaitaient annexer ce petit village. Cette volonté d'agrandissement de territoire se serait faite en trois étapes :
- Le 10 octobre 1791 : le maire et les officiers municipaux de la commune de Fléac décrètent  qu'il serait plus légitime que la partie du Bourg, de Fleurac, du village des Nuhins et de la Grelière soit reliée à Fléac, en évoquant les problèmes liés aux crues permanentes de la Nouère  (la Noire à l'époque) et à la destruction chronique de la passerelle de bois enjambant la Nouère, qui se situait au niveau de l'actuel pont de l'avenue de la Nouère. Cette passerelle avait pour nom : " la passerelle des Longues Planches" qui donnera ensuite son nom à la rue du même nom. Évoquant cette raison, les officiels fléacois demandent que cette partie de Linars leur revienne.
- Peu de temps avant, le 7 octobre, le Conseil général de la commune de Saint-Saturnin décrète : « considérant aussy qu'il se peut les dépenses superflues » voulait annexer Cheneuzac, Chez Siret, Libourdeau, Jarousson, Chevanon, les Frégonnières plus ... Hiersat (Hiersac), Champmillon et Trois-Palis.
- Comprenant ce qui se préparait pour l'avenir de Linars, le prêtre de l'époque décide de financer avec les deniers de la paroisse la construction d'un pont de pierre sur la Nouère visant à unifier les deux parties de la commune. Et de ce fait, Messieurs du Directoire du District ne jugeront pas de suivre ces façons de penser, et Linars continua d'exister[réf. nécessaire].

Au début du XXe siècle, les seules industries dans la commune étaient le moulin à blé de Fleurac sur la Charente, et une scierie mécanique à Chevanon sur la Nouère (à la place du prieuré).

## Politique et administration

### Liste des maires

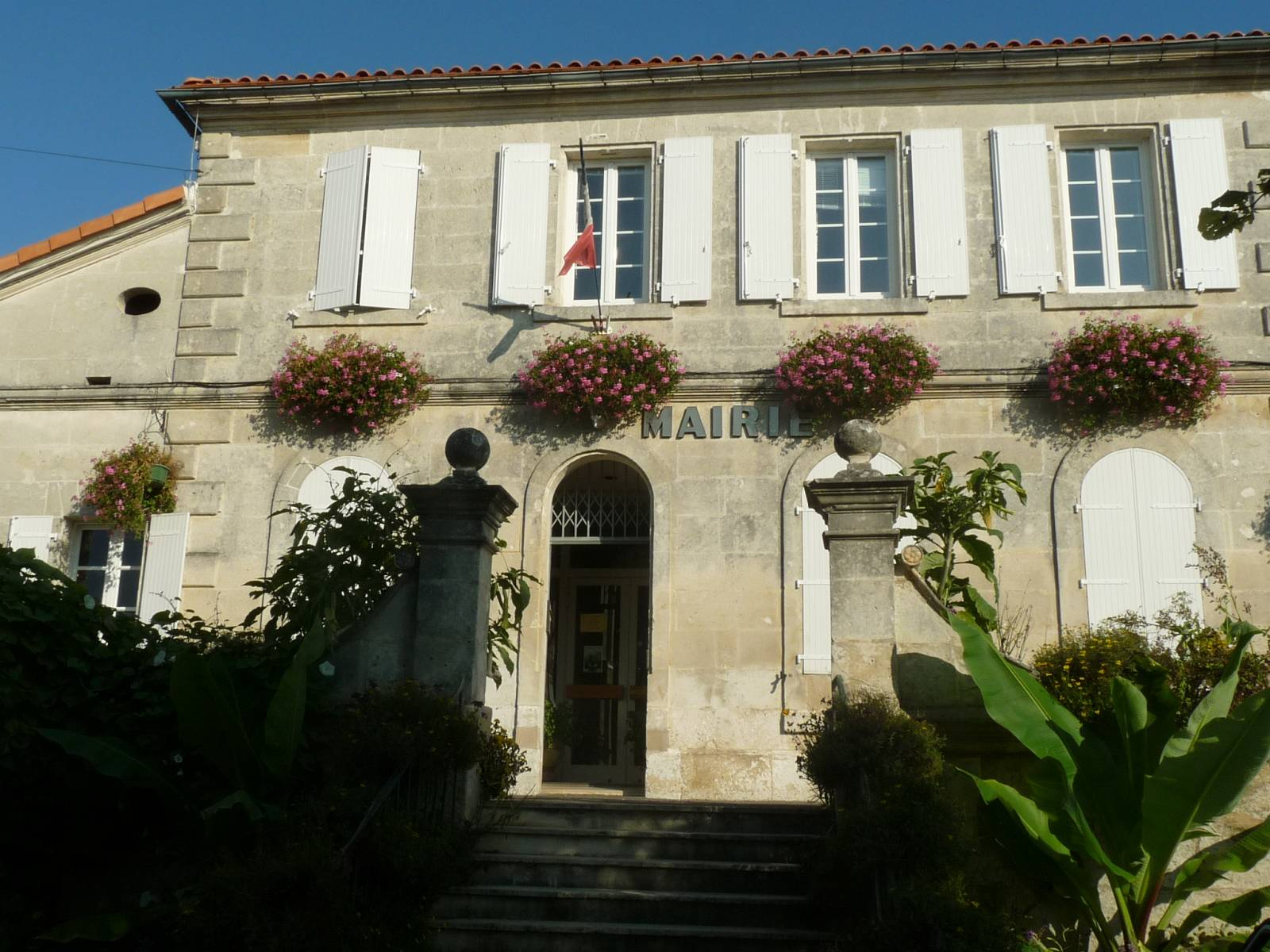
La mairie.

La mairie de Linars n'est pas située au Bourg, mais au lieu-dit Chez Siret.
| Période                                  | Période          | Identité          | Étiquette   | Qualité                                                                    |
| ---------------------------------------- | ---------------- | ----------------- | ----------- | -------------------------------------------------------------------------- |
| Les données manquantes sont à compléter. |                  |                   |             |                                                                            |
| 1815                                     | 1830             | Jacques Blanchon  |             |                                                                            |
| Les données manquantes sont à compléter. |                  |                   |             |                                                                            |
| 1929                                     |                  | Flavien Dagnaud   | Républicain | Propriétaire Conseiller d'arrondissement (1919 → 1928)                     |
| Les données manquantes sont à compléter. |                  |                   |             |                                                                            |
| septembre 1944                           | 1948             | Roger Augeraud    |             |                                                                            |
| 1948                                     | mars 1971        | François Lassagne |             | Poudrier, ancien adjoint au maire                                          |
| mars 1971                                | mars 1977        | Gaston Roussille  |             | Vigneron, ancien premier adjoint                                           |
| mars 1977                                | mars 1989        | Julien Gimenez    | SE          | Agent de la DDE                                                            |
| mars 1989                                | 1991 (démission) | Michel David      |             |                                                                            |
| 1991                                     | mars 2008        | Robert Chabernaud | DVG         |                                                                            |
| mars 2008                                | En cours         | Michel Germaneau  | DVG         | Technicien Vice-président de GrandAngoulême Réélu pour le mandat 2020-2026 |

### Citoyenneté
La commune de Linars dispose de deux bureaux de vote :
- Bureau no 1 : mairie de Linars - salle du conseil municipal
- Bureau no 2 :  complexe culturel et sportif Julien-Gimenez

### Politique environnementale
Dans son palmarès 2024, le Conseil national de villes et villages fleuris de France a attribué deux fleurs à la commune.

## Intercommunalité
Linars appartient au Grand Angoulême qui regroupe 38 communes qui sur son ancien périmètre de 16 communes, pour 2,85 % de la surface  du département de la Charente représente 30,14 % de sa population.

## Démographie

### Évolution démographique
L'évolution du nombre d'habitants est connue à travers les recensements de la population effectués dans la commune depuis 1793. Pour les communes de moins de 10 000 habitants, une enquête de recensement portant sur toute la population est réalisée tous les cinq ans, les populations de référence des années intermédiaires étant quant à elles estimées par interpolation ou extrapolation. Pour la commune, le premier recensement exhaustif entrant dans le cadre du nouveau dispositif a été réalisé en 2008.

En 2022, la commune comptait 2 105 habitants, en évolution de +0,53 % par rapport à 2016 (Charente : −0,48 %, France hors Mayotte : +2,11 %).
| 1793 | 1800 | 1806 | 1821 | 1831 | 1841 | 1846 | 1851 | 1856 |
| ---- | ---- | ---- | ---- | ---- | ---- | ---- | ---- | ---- |
| 628  | 647  | 630  | 566  | 590  | 473  | 500  | 501  | 477  |

| 1861 | 1866 | 1872 | 1876 | 1881 | 1886 | 1891 | 1896 | 1901 |
| ---- | ---- | ---- | ---- | ---- | ---- | ---- | ---- | ---- |
| 469  | 454  | 465  | 448  | 448  | 471  | 480  | 411  | 464  |

| 1906 | 1911 | 1921 | 1926 | 1931 | 1936 | 1946 | 1954 | 1962 |
| ---- | ---- | ---- | ---- | ---- | ---- | ---- | ---- | ---- |
| 506  | 506  | 478  | 492  | 506  | 528  | 595  | 582  | 726  |

| 1968 | 1975  | 1982  | 1990  | 1999  | 2006  | 2008  | 2013  | 2018  |
| ---- | ----- | ----- | ----- | ----- | ----- | ----- | ----- | ----- |
| 852  | 1 667 | 2 208 | 2 193 | 2 110 | 2 071 | 2 064 | 2 080 | 2 063 |

| 2022  | - | - | - | - | - | - | - | - |
| ----- | - | - | - | - | - | - | - | - |
| 2 105 | - | - | - | - | - | - | - | - |

### Pyramide des âges
La population de la commune est relativement âgée.
En 2018, le taux de personnes d'un âge inférieur à 30 ans s'élève à 25,3 %, soit en dessous de la moyenne départementale (30,2 %). À l'inverse, le taux de personnes d'âge supérieur à 60 ans est de 39,9 % la même année, alors qu'il est de 32,3 % au niveau départemental.
En 2018, la commune comptait 996 hommes pour 1 067 femmes, soit un taux de 51,72 % de femmes, légèrement supérieur au taux départemental (51,59 %).
Les pyramides des âges de la commune et du département s'établissent comme suit.
| Hommes | Classe d’âge | Femmes |
| ------ | ------------ | ------ |
| 0,7    | 90 ou +      | 0,9    |
| 13,9   | 75-89 ans    | 14,5   |
| 24,2   | 60-74 ans    | 25,5   |
| 19,9   | 45-59 ans    | 20,7   |
| 14,4   | 30-44 ans    | 14,6   |
| 11,3   | 15-29 ans    | 9,6    |
| 15,7   | 0-14 ans     | 14,2   |

| Hommes | Classe d’âge | Femmes |
| ------ | ------------ | ------ |
| 1      | 90 ou +      | 2,7    |
| 9,2    | 75-89 ans    | 12     |
| 20,6   | 60-74 ans    | 21,3   |
| 20,7   | 45-59 ans    | 20,3   |
| 16,8   | 30-44 ans    | 16     |
| 15,6   | 15-29 ans    | 13,4   |
| 16,1   | 0-14 ans     | 14,3   |

### Remarques
La population de Linars a explosé en 1970-1980 de par la croissance de l'agglomération d'Angoulême pour se stabiliser dans les années 2000.

## Économie

### Agriculture
La viticulture occupe une partie de l'activité agricole. La commune est classée dans les Fins Bois, dans la zone d'appellation d'origine contrôlée du cognac.
Certains producteurs vendent cognac et pineau des Charentes à la propriété, comme la société Roussille.

### Commerces
- Deux garages automobiles.
- Au centre commercial : un hypermarché, une pharmacie, deux coiffeurs, salon esthétique, une pizzeria, cave à vin, boulangerie, fleuriste.
- Chez Siret (en allant vers Trois-Palis), une boulangerie.
- A Cheneuzac (en allant vers Trois-Palis), un horticulteur.
- À Libourdeau (en allant vers Trois-Palis), un producteur de pineau des Charentes et cognac.
- Les Groies ; route d'Angoulême : épicerie, tabac, presse.

## Équipements, services et vie locale

### Enseignement
Le complexe scolaire François-Lassagne regroupe école maternelle et école élémentaire.
L'école maternelle, située avenue du Stade, comporte trois classes, et l'école élémentaire, située avenue des Écoles, comporte cinq classes en 2012.
Le secteur du collège est Saint-Michel.
Les enfants peuvent bénéficier du restaurant scolaire, de la garderie sous la responsabilité de la mairie.

### Sports et activités
La MJC Serge-Gainsbourg de Fléac-Linars-Saint Saturnin offre de nombreuses activités : modélisme, informatique, activités sportives.
Le complexe sportif et le plateau polyvalent Julien-Gimenez permettent de pratiquer de nombreux sports.

Courts de tennis couvert permettant la pratique du tennis par tous les temps.
Les clubs sportifs sont nombreux : l'Étoile sportive de Linars (football), le tennis club, le club d'art martial.

### Culture
Le complexe polyvalent Julien-Gimenez permet l'organisation de toutes sortes de manifestations de grande envergure : concerts, séminaires, représentations théâtrales...
De nombreuses associations proposent des activités culturelles : le club musical, le club de danse (ADEL), club de peinture sur porcelaine...

#### Médiathèque
Depuis 1970, la commune de Linars proposait un « point lecture » consistant en un petit espace situé à l'accueil de la mairie. 
En 2005, une volonté politique de création d'une bibliothèque municipale voit le jour. Le projet évolue et en mars 2008 se crée un nouveau groupe de travail avec l'arrivée de la nouvelle municipalité.
Ouverte le 28 avril 2012 et inaugurée le 22 septembre de la même année, la médiathèque la Source est située dans le centre-bourg, à proximité des écoles, des équipements sportifs et culturels ainsi que du pôle commercial. 
Conçue de plain-pied, elle s’étend sur une surface totale de plus de 200 m2, et fait partie du réseau des médiathèques de GrandAngoulême.

### Ville numérique
Linars est équipé d'un cyberespace doté des meilleures technologies et qui vient de recevoir l'appellation EPN (Espace Public Numérique). Il est possible de suivre des formations personnalisées auprès de formateurs expérimentés. Le cyberespace se situe à proximité de la mairie de Linars, chez Siret.

## Santé
- Deux médecins généralistes.
- Deux kinésithérapeutes.
- Un dentiste.
- Pharmacie et location de matériel médical.

## Cultes
Linars appartient à la paroisse de Fléac-Linars-Trois-Palis du diocèse d'Angoulême.
La messe a lieu le dimanche à 10 h 30 soit à Linars soit à Fléac.

## Transports urbains
Ils sont assurés par le nouveau réseau Möbius anciennement STGA. Linars est desservie par la ligne n° 1. Les principaux arrêts de la commune sont: église Linars, puits de Denin (écoles), Chez Siret (mairie), les Groies, Quatre Routes (centre commercial). Linars est également le terminus (arrêt Quatre Routes) de la ligne 23 reliant Saint-Saturnin.

## Lieux et monuments

### Patrimoine religieux

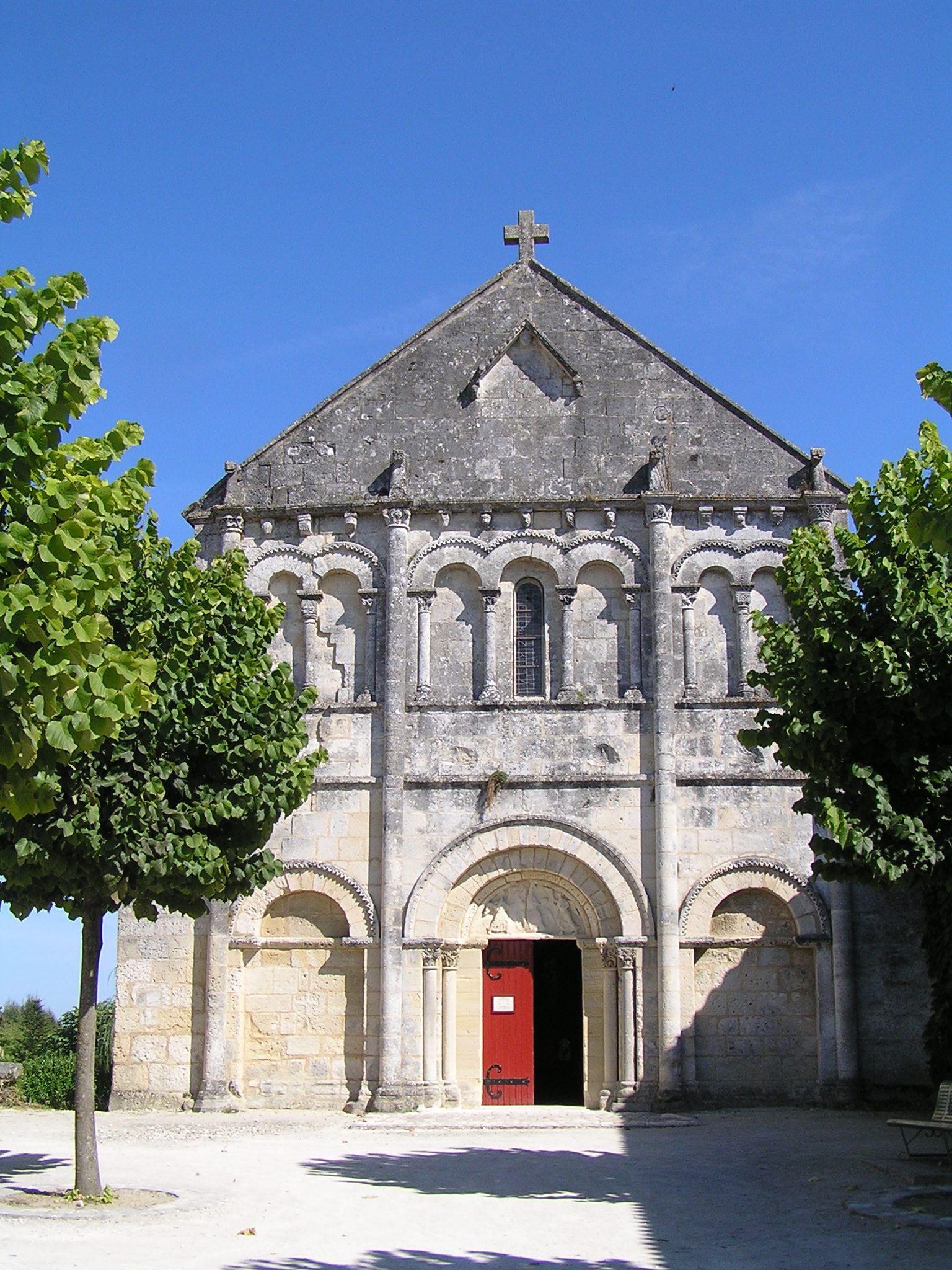
L'église Saint-Pierre.

L'église paroissiale Saint-Pierre est romane et date du XIIe siècle. Elle est classée monument historique depuis 1913.

### Patrimoine civil
Linars est un village pittoresque à découvrir à pied ou à vélo, qui a reçu en 2012 sa deuxième fleur au concours des villes et villages fleuris et qui l'a encore en 2016.